# 도로역 (사이타마현)
도로역(일본어: 土呂駅, とろえき)은 일본 사이타마현 사이타마시 기타구에 있는 동일본 여객철도 도호쿠 본선의 철도역이다.

## 역 구조
1면 2선의 섬식 승강장이 있는 지상역으로, 역사는 교상화되어 있다. 스이카 대응 자동 개찰기와 지정석권 발매기가 설치되어 있다.
| 1 | ■ 우쓰노미야 선                     | 오야마 · 우쓰노미야 · 구로이소 방면                                                     |
| 2 | ■ 우쓰노미야 선                     | 오미야 · 우라와 · 우에노 · 도쿄 · 시나가와 · 요코하마 방면 (우에노도쿄라인·도카이도 선) |
| 2 | ■ 쇼난 신주쿠 라인 요코스카 선 직결 | 오미야 · 신주쿠 · 요코하마 · 오후나 방면                                                |

## 역 주변
- 사이타마 시민의 숲
- 본사이무라

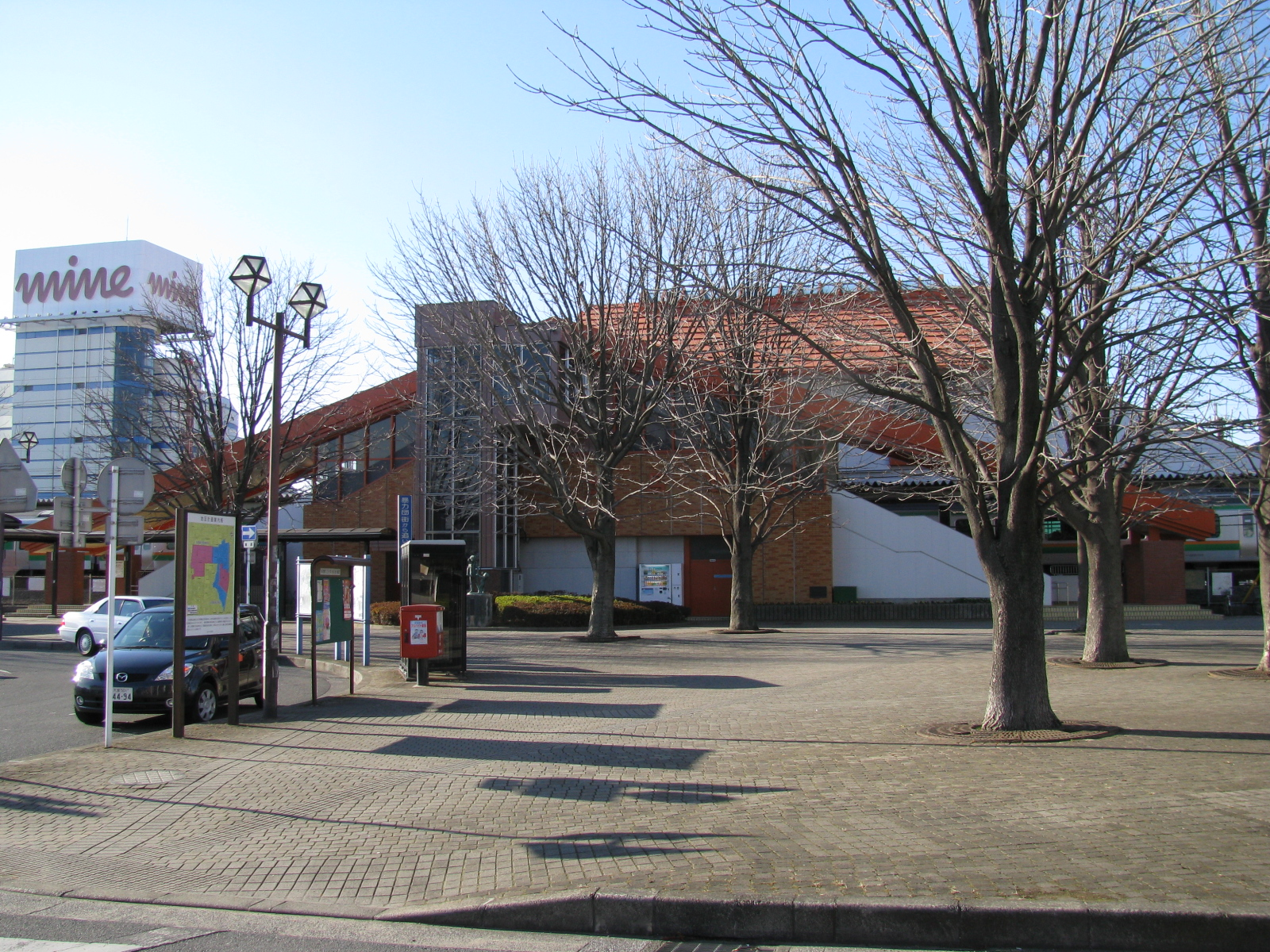
동출입구

- 사이타마 신도시 교통 이나 선 가모노미야역
- 사이타마 시 기타 구청
- 도로 마인
- 사이타마 리소나 은행 오미야 지점 도로 출장소

## 역사
- 1983년 10월 1일 - 일본국유철도의 역으로 개업.
- 1987년 4월 1일 - 일본국유철도 분할 민영화에 따라 동일본 여객철도로 이관.
- 2001년 11월 18일 - 스이카 공용 개시.
- 2007년 9월 14일 - 지정석권 발매기 가동 개시.
- 2007년 10월 31일 - 미도리노마도구치 폐지.

## 인접한 역
| 동일본 여객철도 도호쿠 본선 | 동일본 여객철도 도호쿠 본선 | 동일본 여객철도 도호쿠 본선  |
| --------------------------- | --------------------------- | ---------------------------- |
| 오미야 우에노 방면          | ■ 우쓰노미야 선 보통        | 히가시오미야 구로이소 방면   |
| 오미야 즈시 방면            | ■ 쇼난 신주쿠 라인 보통     | 히가시오미야 우쓰노미야 방면 |